# Safure Alizade
Safure Alizade o Səfurə Əlizadə (Àzeri, Bakú, 20 de setembre de 1992) és una cantant pop azerbaidjanesa. Va ocupar el 5é lloc al Festival d'Eurovisió 2010.